# 狄安娜·窦萍
埃德娜·梅·窦萍（Edna Mae Durbin，1921年12月4日—2013年4月17日） ，艺名狄安娜·窦萍（Deanna Durbin），是一位加拿大裔美国女演员、歌手，在1930、40年代的音乐电影中饰演女主，并以女高音演唱了不少歌曲。
她是一名童星，1936年登台表演，随后与环球影业签订了合同。她在《春闺三凤》（1936）、《丹凤还阳》（1937）和《美鳳奪鸞》（1941）等电影出名，扭转了环球影业亏损的局面。她于1938年获奥斯卡青少年奖。
长大后，她不满足于饰演邻家女孩角色，试图通过黑色电影《圣诞假期》（1944）和《脂粉侦探》（1945）等转型。这些由第二任丈夫菲利克斯·杰克逊制作的电影并不那么成功，1949年她宣布息影并与丈夫离婚，之后与查尔斯·亨利·大卫结婚，并搬到巴黎郊区隐居，不再出现于公众视野中。

## 早年
埃德娜·梅·窦萍（Edna Mae Durbin）于1921年12月4日出生于温尼伯，很快一家人从温尼伯搬到了南加州，并于1923年成为美国公民。她10岁时，父母认识到她有一定的天赋，并为她报了拉尔夫·托马斯学院（Ralph Thomas Academy）的声乐课。她很快成为学院里的尖子生，在当地俱乐部和教堂演出。

## 事业
1935年初，米高梅计划拍摄一部歌剧明星欧内斯汀·舒曼-海因克的传记电影，负责选角的鲁弗斯·勒梅尔（Rufus LeMaire）听说了她的名声，邀请她试镜，并被她的歌声折服。路易·B·梅耶也对她很满意，与她签订了一份六个月的合同。她因此得以与朱迪·加兰出演处女作、短片《每个周日》（Every Sunday，1936）。梅耶对两人都很满意，本想把两人都签下。
在窦萍的合同刚过期时，环球影业制片人乔·帕斯捷尔纳克捷足先登，并给她取了艺名狄安娜，出演她自己的第一部长篇《春闺三凤》（1936）。影片大火，窦萍也成了明星，之后又主演了《丹凤还阳》（1937）和《美鳳奪鸞》（1941）等一系列音乐片，大部分由亨利·科斯特执导。
除去表演外，窦萍依旧喜欢唱歌。1936年，她曾为《白雪公主》中的白雪公主配音试镜，但被沃尔特·迪士尼嫌弃声音“太老”而落选。同年，大都會歌劇院向她提供了一次试镜机会，但被她拒绝，因为窦萍自认为还需要更多歌唱培训。环球影城的声乐教练安德烈斯·德·塞古罗拉也曾是大都会歌剧院歌手，看好窦萍的潜力。
1936年，杜宾开始与埃迪·康托爾合作，每周制作广播，直到1938年因环球影业的繁重工作被迫放弃。

### 1941–1945：转型尝试
1941年，她主演《美鳳奪鸞》，这是她与帕斯捷尔纳克和亨利·科斯特合作的最后一部电影。之后，帕斯捷尔纳克从环球影业跳槽米高梅。窦萍的丈夫、导演沃恩·保罗没有得到环球影业任用，而她对环球影业《独自生活的人们》（They Lived Alone）的新角色安排也不满意，并拒演，因此1941年10月16日到1942年2月初被环球影业雪藏。1942年1月下旬，她和环球公司和解，得到了更多的自主权，如选择导演、剧本、歌曲等。
《独自生活的人们》修改后以《了不起的霍利迪夫人》（1943）的名义上演。之后，她还拍摄了不少其他类型的电影，例如浪漫喜剧《春之序曲》（1943）和音乐剧《歌声不断》（1944），后者也是她唯一的一部特藝七彩电影。
1944年，窦萍出演罗伯特·西奥德马克执导的黑色电影《圣诞假期》，后来西奥德马克虽然赞扬了她的演技，但说“她想演一个新角色，但又怕不体面”。这部电影褒贬不一，但窦萍自认为是她“唯一真正的好电影”。

### 1946–1949：事业生涯末期

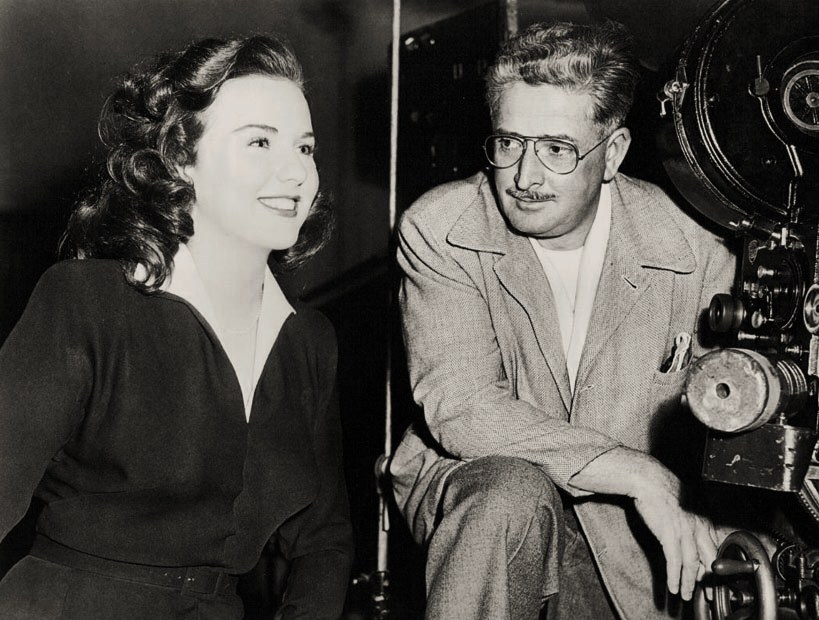
杜宾和电影摄影师威廉·H·丹尼尔斯在《爱和玛丽》拍摄现场

1946年，杜宾我美国收入第二高的女性，仅次于贝蒂·戴维斯，她的粉丝俱乐部曾被评为世界上最大的粉丝俱乐部。
1946年，环球与另外两家公司合并，成立环球国际（Universal-International）。新公司开始停止拍摄音乐剧。窦萍在拍摄了《爱和玛丽》（1948）等四部作品后选择息影。1948年8月22日，环球国际提起诉讼，要求收回公司预付给她的工资。窦萍同意再拍三部电影，但直到她合同过期也没实现。息影后，她收到了20万美元的离职补偿金。

## 退休生活
她息影后搬到巴黎。帕斯捷尔纳克曾试图劝阻她，然而被她拒绝，说作为收入最高的明星，不能拍最差的东西。1949年9月，她向第二任丈夫杰克逊提出离婚，11月正式离婚。
1950年12月21日，窦萍与法国导演兼制片人查尔斯·亨利·大卫结婚，后者曾执导过她的《脂粉侦探》。两人生活在巴黎郊外的一个农场，生有一子一女。她拒绝了数次复出邀请，包括在百老汇舞台剧《窈窕淑女》中饰演伊丽莎·杜利特尔。1951年，她受邀在伦敦西区戏剧《刁蛮公主》中演出，1953年又出演了米高梅的同名电影。
1983年，窦萍罕见地接受了采访。据采访人电影历史学家大卫·希普曼，窦萍说她不喜欢好莱坞制片厂体系，从未认同媒体给她塑造的形象。她以第三人称谈论“狄安娜·窦萍”，认为这是年轻的代价，不能代表真实的自己。私下她始终使用自己的原名，好莱坞出版物每年公布的薪水数据也以“演员埃德娜·梅·窦萍”称呼她。
她十分在乎自己的隐私，一直拒绝在网站上公开个人资料。2013年4月30日，狄安娜·窦萍学会（Deanna Durbin Society）报道称她“在过去几天内”去世。根据社会保障死亡索引（Social Security Death Index），她于2013年4月17日在巴黎十九区去世。

## 遗产
她在好萊塢星光大道上拥有一星。1938年2月7日，她在中國戲院前留下了她的手和脚印。
安妮·弗蘭克是她的粉丝，她在藏身处墙上贴了两张她的照片，如今还保留在原地。温斯顿·丘吉尔也是其粉丝，在战时庆典上曾放映她的电影。姆斯季斯拉夫·罗斯特罗波维奇说窦萍对他的音乐创作有极大影响，表示：“她帮助我发现了自己...我试图尽力在我的音乐中重建、接近她的纯洁”。